# Liste von Kunstwerken im öffentlichen Raum in Moers
Die Liste von Kunstwerken im öffentlichen Raum in Moers gibt einen Überblick über Kunst im öffentlichen Raum, unter anderem Skulpturen, Plastiken, Landmarken und andere Kunstwerke in Moers, Kreis Wesel. Es besteht kein Anspruch auf Vollständigkeit.

## Kunstwerke in Moers
| Bezeichnung                                | Standort                                                                                | Koordinate                      | errichtet | Künstler                           | Anmerkungen | Bild |
| ------------------------------------------ | --------------------------------------------------------------------------------------- | ------------------------------- | --------- | ---------------------------------- | --- | ---- |
| Das Geleucht                               | Halde Rheinpreußen, Römerstraße, Ecke Gutenbergstraße, ca. 1.500 Meter Aufstieg zu Fuß  | 51° 28′ 44,5″ N, 6° 39′ 2″ O    | 2005      | Otto Piene                         | Lichtturm, ca. 30 m hoch, Stahl, Beton, Farbe, Schrauben |      |
| Grafschafterin mit ihren Werbern           | Ostring, im Park am Königlichen Hof.                                                    | 51° 27′ 5,8″ N, 6° 37′ 48,4″ O  |           | Bonifatius Stirnberg               | Witziger Bronzebrunnen mit der Gräfin und ihren fünf männlichen Verehrern. |      |
| Kaiserdenkmal                              | Neuer Wall 6, im Park am Königlichen Hof.                                               | 51° 27′ 7,6″ N, 6° 37′ 44,4″ O  | 1890      | Bildhauer Stockmann aus Düsseldorf | Obelisk mit Bronzereliefs von Kaiser Wilhelm I. und Kaiser Friedrich III. Es erinnert an das Dreikaiserjahr 1888. |      |
| Tier-Brunnen                               | Neumarkt / Meerstraße                                                                   | 51° 27′ 5,4″ N, 6° 37′ 29,5″ O  |           | Bonifatius Stirnberg               | Bronzebrunnen mit Esel, Fuchs, Schwein, Eichhörnchen und Bienenkorb. Der Pumpenschwengel hat die Form eines Eselschwanzes. |      |
| Die Magierin                               | Neustraße / Fieselstraße                                                                | 51° 27′ 7,6″ N, 6° 37′ 23,6″ O  | 2000      | Paul Fuchs                         | |      |
| Wirbelwind                                 | Neustraße                                                                               | 51° 27′ 8,2″ N, 6° 37′ 20,4″ O  | 1973      | Hermann König                      | "Den Bürgern zur Freude" steht auf dem Sockel der zweideutigen Bronzeskulptur. Sie soll ein Kinderpaar darstellen, dass ausgelassen einen Reigen tanzt. |      |
| Steinriesen                                | Freizeitpark, Hugo-Otto-Weg                                                             | 51° 26′ 53,9″ N, 6° 37′ 13,8″ O | 1978      | V.A.                               | 12 Steinskulpturen von einem internationalen Bildhauersymposion in Krastal / Kärnten (Österreich). Zuerst als Leihgabe gedacht, kaufte die Stadt Moers und der Kommunalverband Ruhr die Skulpturen der Künstlergruppe "Begegnung in Kärnten" auf. Sie stehen nun als "Steinriesen" entlang des Hugo-Otto-Weg im Freizeitpark. |      |
| Weibliche Figuration                       | Freizeitpark, Hugo-Otto-Weg                                                             | 51° 26′ 52,1″ N, 6° 37′ 17,9″ O |           | Otto Eder                          | Skulptur Kunstpfad "Steinriesen" |      |
| Gespaltener Stein                          | Freizeitpark, Hugo-Otto-Weg                                                             | 51° 26′ 54,1″ N, 6° 37′ 11,3″ O | 1967      | Makoto Fujiwara                    | Skulptur Kunstpfad "Steinriesen", Rauchkristall |      |
| Unterkörper                                | Freizeitpark, Hugo-Otto-Weg                                                             | 51° 26′ 54,8″ N, 6° 37′ 10,6″ O |           | František Štorek                   | Skulptur Kunstpfad "Steinriesen", |      |
| Kurfürstin Luise Henriette von Brandenburg | vor dem Schloss, Innenstadt                                                             | 51° 26′ 59,3″ N, 6° 37′ 28,9″ O | 1904      | Heinrich Baucke                    | Bronze |      |
| König Friedrich I                          | Neumarkt, Innenstadt                                                                    | 51° 27′ 6,6″ N, 6° 37′ 30,8″ O  | 1902      | Heinrich Baucke                    | Bronze |      |
| Preußen-Denkmal auf dem Altmarkt           | Neumarkt, Innenstadt                                                                    | 51° 27′ 6″ N, 6° 37′ 34,7″ O    | 1860      | Adam Rützel                        | Erinnert an den Besuch des Preußenkönigs Friedrich IV. im Jahr 1852 zur 150-jährigen Zugehörigkeit der Grafschaft Moers zu Brandenburg-Preußen. |      |
| Hektors Abschied von Andromache            | Moerser Musikschule, Filder Straße, Innenstadt (Original), Abguss im Schlosspark.       | 51° 26′ 59″ N, 6° 37′ 21,2″ O   | 1858/1882 | Carl Cauer der Ältere              | Figurengruppe stand von 1933 bis 1994 im Schlosspark. Heute nur als Kopie im Schlosspark. |      |
| Büste von Adolph Diesterweg                | Grafschafter Museum im Schloss, Innenstadt (Original), Schlosspark, Innenstadt (Abguss) | 51° 26′ 54,1″ N, 6° 37′ 36,3″ O | 1882      | Albert Wolff                       | Die Büste im Schlosspark wurde 1996 vom Solinger Kunstgießer Serban Rusu angefertigt und auf einem Sockel der Hans-Albeck-Gedächtnisstätte montiert. |      |
| Wilhelm-Greef-Brunnen                      | Schlosspark, Innenstadt (Abguss)                                                        | 51° 26′ 54,2″ N, 6° 37′ 22″ O   | 1909      | Heinrich Bauckes                   | Brunnen als Denkmal für den Gründer des Moerser Männergesangsvereins |      |
| Bergmannsbrunnen                           | Moers-Repelen Lintforter Str. 101                                                       | 51° 29′ 24″ N, 6° 36′ 9,4″ O    | 1995      | Bonifatius Stirnberg               | Brunnen mit Baum und Szenen aus dem Steinkohlebergbau unter Tage. |      |
| Felke-Brunnen                              | Moers-Repelen An der Linde 2, vor dem Hotel                                             | 51° 29′ 18,6″ N, 6° 36′ 30,6″ O | 1995      | Bonifatius Stirnberg               | Brunnen als Denkmal für den Pastor Emanuel Felke beim Behandeln einer Frau mit Lehmwickeln. |      |
| Kleidungsstücke                            | Moers-Repelen, Jungbornpark                                                             | 51° 28′ 54,3″ N, 6° 36′ 26,6″ O |           | Odo Rumpf                          | |      |
| Schamwand                                  | Moers-Repelen, Jungbornpark                                                             | 51° 28′ 54,5″ N, 6° 36′ 29,6″ O |           | Reiner Lichtenscheidt              | |      |
| Mahnmal                                    | Moers-Repelen, Jungbornpark                                                             | 51° 29′ 2,4″ N, 6° 36′ 26,5″ O  |           |                                    | Stein, weinende Frau |      |